# Vanilla ramosa
Vanilla ramosa Una liane epífita de longitud indeterminada; de arbustos densos (sobre coral en África E) y en plantaciones; en Ghana y Nigeria del Sur, y en toda la Cuenca del Congo a África del Este. Está estrechamente relacionado con V. crenulata Rolfe, y una autoridad los agrupa. Crece en los bosques húmedos de África del Este. Es una orquídea terrestre de tamaño medio a grande, de crecimiento frío a cálido, que alcanza los 51 cm de altura, con 20-30 cm de largo, marrón apagado, oval-lanceolada, puntiaguda, plisada, ligeramente doblada, y cae después de la temporada de crecimiento.

## Temporada de crecimiento y forma
La vanilla de ramosa (hyphis ramosis)  florece a finales de la primavera y en verano, Las flores tienen un diámetro de 3-5 cm y viven de 2-4 semanas. Los pétalos estrechos del verticilo externo y los verticilos internos más pequeños son de color marrón al marrón oscuro en el exterior y el blanco al verde oscuro  en el interior. La cresta es de color marrón a verde oscuro, y tiene simetría en sus formas.

### Especies deVanillade África
- Vanilla africana (Oeste y centro de África tropical )
- Vanilla imperialis (Oeste del África tropical a Tanzania y Angola)
- Vanilla seretii (Centro oeste de África tropical)